# Dreuil-lès-Amiens
Dreuil-lès-Amiens és un municipi francès situat al departament del Somme i a la regió dels Alts de França. L'any 2007 tenia 1.267 habitants.

## Demografia

### Població
El 2007 la població de fet de Dreuil-lès-Amiens era de 1.267 persones. Hi havia 498 famílies de les quals 90 eren unipersonals (47 homes vivint sols i 43 dones vivint soles), 196 parelles sense fills, 177 parelles amb fills i 35 famílies monoparentals amb fills.
La població ha evolucionat segons el següent gràfic:
Habitants censats

### Habitatges
El 2007 hi havia 534 habitatges, 506 eren l'habitatge principal de la família, 3 eren segones residències i 25 estaven desocupats. 516 eren cases i 13 eren apartaments. Dels 506 habitatges principals, 450 estaven ocupats pels seus propietaris, 44 estaven llogats i ocupats pels llogaters i 12 estaven cedits a títol gratuït; 3 tenien una cambra, 9 en tenien dues, 29 en tenien tres, 162 en tenien quatre i 303 en tenien cinc o més. 392 habitatges disposaven pel capbaix d'una plaça de pàrquing. A 213 habitatges hi havia un automòbil i a 249 n'hi havia dos o més.

### Piràmide de població
La piràmide de població per edats i sexe el 2009 era:
| Homes | Edats   | Dones |
| ----- | ------- | ----- |
| 0     | 95 o +  | 4     |
| 4     | 90 a 94 | 0     |
| 12    | 85 a 89 | 0     |
| 4     | 80 a 84 | 16    |
| 16    | 75 a 79 | 28    |
| 44    | 70 a 74 | 16    |
| 28    | 65 a 69 | 28    |
| 44    | 60 a 64 | 56    |
| 44    | 55 a 59 | 48    |
| 72    | 50 a 54 | 56    |
| 64    | 45 a 49 | 64    |
| 68    | 40 a 44 | 100   |
| 40    | 35 a 39 | 56    |
| 20    | 30 a 34 | 12    |
| 48    | 25 a 29 | 28    |
| 64    | 20 a 24 | 60    |
| 76    | 15 a 19 | 56    |
| 68    | 10 a 14 | 36    |
| 28    | 5 a 9   | 24    |
| 24    | 0 a 4   | 12    |

## Economia
El 2007 la població en edat de treballar era de 870 persones, 585 eren actives i 285 eren inactives. De les 585 persones actives 536 estaven ocupades (285 homes i 251 dones) i 50 estaven aturades (24 homes i 26 dones). De les 285 persones inactives 120 estaven jubilades, 88 estaven estudiant i 77 estaven classificades com a «altres inactius».

### Ingressos
El 2009 a Dreuil-lès-Amiens hi havia 518 unitats fiscals que integraven 1.292 persones, la mediana anual d'ingressos fiscals per persona era de 21.458 €.

### Activitats econòmiques
Dels 36 establiments que hi havia el 2007, 2 eren d'empreses alimentàries, 1 d'una empresa de fabricació d'altres productes industrials, 5 d'empreses de construcció, 7 d'empreses de comerç i reparació d'automòbils, 2 d'empreses de transport, 3 d'empreses d'hostatgeria i restauració, 2 d'empreses immobiliàries, 4 d'empreses de serveis, 8 d'entitats de l'administració pública i 2 d'empreses classificades com a «altres activitats de serveis».
Dels 12 establiments de servei als particulars que hi havia el 2009, 1 era una oficina de correu, 2 tallers de reparació d'automòbils i de material agrícola, 1 taller d'inspecció tècnica de vehicles, 2 guixaires pintors, 1 lampisteria, 1 electricista, 1 perruqueria i 3 restaurants.
Dels 2 establiments comercials que hi havia el 2009, 1 era un supermercat i 1 una botiga de menys de 120 m².

## Equipaments sanitaris i escolars
L'únic equipament sanitari que hi havia el 2009 era una farmàcia.
El 2009 hi havia una escola elemental.

## Poblacions més properes
El següent diagrama mostra les poblacions més properes.